# Катакомби на Домицила
Катакомбите на Домицила (на италиански: Catacombe di Domitilla) са най-големите катакомби от общо 60-те древни гробни лабиринта в Рим.
Наречени са на собственичката на земята Флавия Домицила. Гробовете са от І и ІІ век и са в повечето случаи с християнски характер. През ІV век над катакомбите е построена базиликата „Santi Nereo e Achilleo“.